# Мітч Міллер
Мітч Міллер (англ. Mitchell William "Mitch" Miller; 4 липня 1911, Рочестер — 31 липня 2010, Нью-Йорк) — американський гобоїст, диригент, музичний продюсер, керівний співробітник звукозаписної компанії.
За свою кар'єру працював у різних галузях музичної індустрії — і як музикант в оркестрі, і як диригент, і продюсер, і людина, що приймає ключові рішення на лейблі звукозапису. Найбільш відомий саме як диригент оркестру і ведучий популярної телепрограми Sing Along With Mitch на NBC, для якої, згідно широко поширеній думці, він винайшов «кульку для пінг-понгу», який стрибає по тексту пісні на телеекрані, що тепер широко застосовується в караоке

## Біографія
Народився 1911 року в єврейській родині у Рочестері, штат Нью-Йорк, в родині єврейського емігранта з Росії майстра по кованому залозу і швачки. Закінчив Істменовську школу музики Рочестерського університету.
У дорок-н-рольну еру займав ключову позицію на лейблі Columbia Records. Був керівником відділу артистів і репертуару, створюючи хіти з такими зірками, як Тоні Беннетт, Патті Пейдж, Розмарі Клуні і Джонні Метіс. Широко відомі і деякі його невдачі як продюсера і аранжувальника. Зокрема, коли він не дав ходу проектам з Френком Сінатрою і молодою Аретою Франклін, а також його презирство до зростаючої популярності рок-н-ролу.

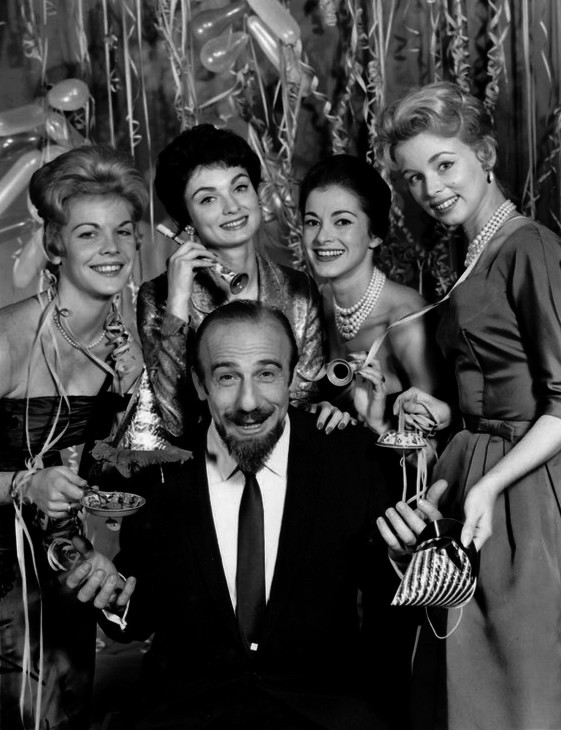
Мітч Міллер у своєму телешоу Sing Along With Mitch. 1961 рік.

Розпочата ним серія грамофонних платівок Sing Along With Mitch дала початок однойменного телешоу з ним у статусі телеведучого, який виходив на NBC з початку 1961 року. У передачі чоловічий хор (в деяких піснях до нього приєднувалося і кілька співачок) виконував популярні пісні, а телеглядачі запрошувалися співати разом з ними, слідуючи за стрибаючим на екрані за текстом «м'ячиом для пінг-понгу». Незвичайна зовнішність Мітча Міллера (цапина борідка) і механічний «дерев'яний» стиль диригування оркестром стали знаменитими. Діти по всій країні розмахували руками, наслідуючи і пародіюючи його. За результатами сезону 1961—1962 років передача виявилася серед двадцяти найбільш популярних програм американського телебачення.
Міллер також був майстерним гобоїстом, і на початку своєї кар'єри грав на гобої в декількох оркестрах, як наприклад, у Джорджа Гершвіна в оркестрі, який той зібрав в 1934 році.
В кінці 1940 року Мітч Міллер зайнявся музичним бізнесом, спочатку працюючи на Mercury Records з класикою, потім там же з популярною музикою. Потім перейшов на роботу в Columbia Records на посаду керівника відділення грамзапису популярної музики. Там він працював над хітами таких зірок, як Розмарі Клуні, Патті Пейдж, Тоні Беннетт, Френкі Лейн і Джо Стаффорд. Саме його рішенням було переключити Джонні Метіса з джазу на солоденькі романтичні балади, що зробило Джонні того суперзірку. Тоні Беннетт також говорить, що Мітч Міллер допоміг йому стати суперзіркою. Саме він спродюсував деякі з перших мільйонних (розійшлися в мільйон або більше копій) платівок співака, а також був, за словами Беннетта, «прекрасним другом і блискучим музикантом».

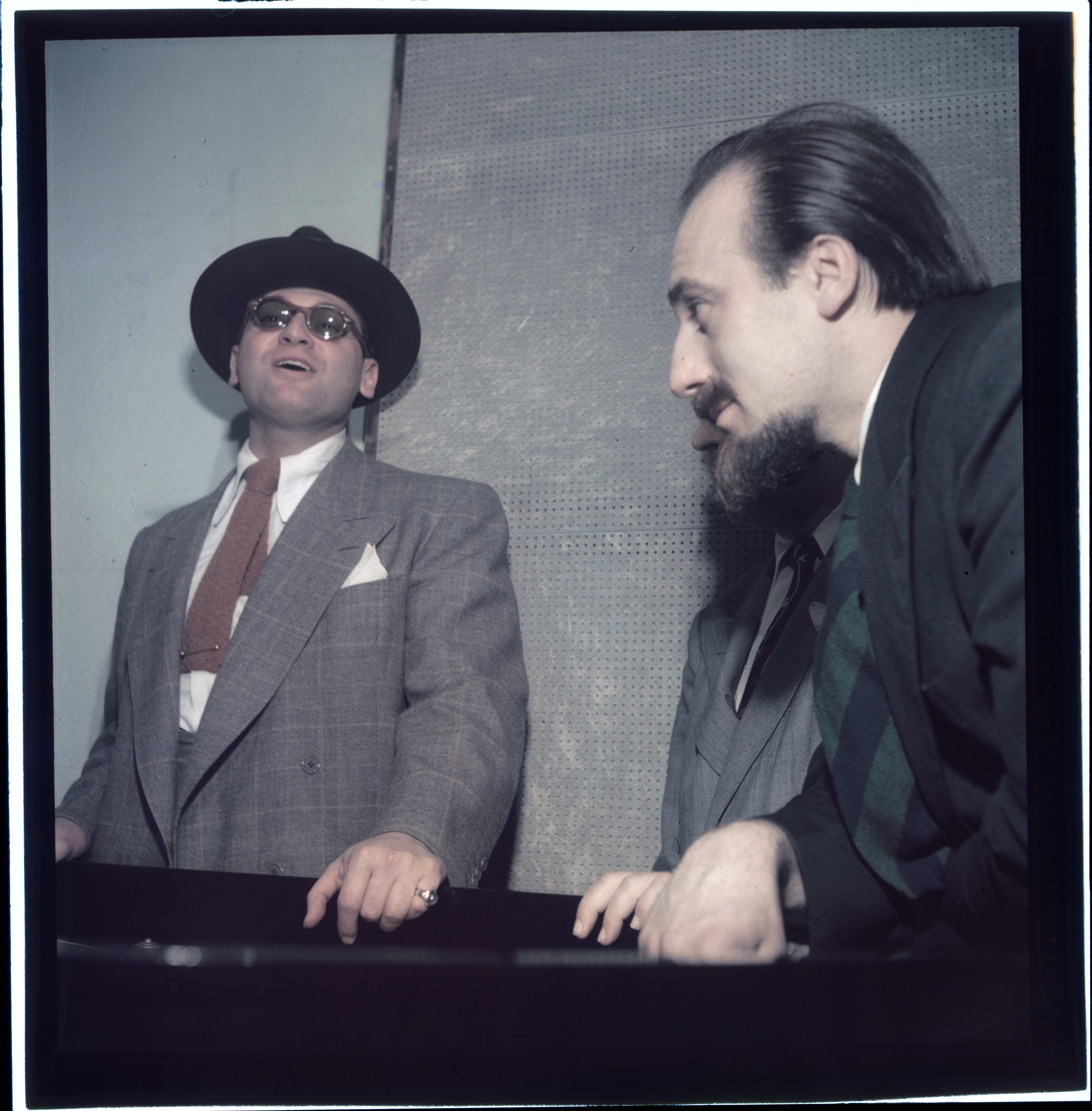
Мітч Міллер (праворуч) та співак Френкі Лейн. 1940-ві роки

З Френком Сінатрою, з іншого боку, співпраця Мітча було менш успішною. Комічна пісня з гавкотінням «Mama Will Bark» вважається нижчою точкою в кар'єрі співака.
Ще широко відома і часто зі сміхом розповідається історія про те, як Мітч, теж будучи директором відділу на Columbia Records, хотів зробити з молодої Арети Франклін діву шоу-бізнесу в стилі Софі Такер. У середині 1960-х Франклін пішла з «Коламбії» в Atlantic Records і там скоро перетворилася на «королеву музики соул».
А от своїм особливим стилем аранжувань Мітч тоді прославився. Так, можна привести в приклад клавесин на суперхіті Розмарі Клуні «Come On-a My House». Ще в ті часи, а тоді це вважалося чимось незвичайним і екзотичним, Міллер записував вокал методом накладання. У книзі Off the Record: An Oral History of Popular Music Мітч пише: «Для мене мистецтво поп-вокалу — співати дуже тихо. Мікрофон, підсилювач зробили популярну пісню тим, чим вона є — інтимною зустріччю зі слухачем один-на-один за допомогою електроніки. Це не як опера чи класичний спів. Вся ідея в тому, щоб взяти дуже маленьке і зробити великим».
До рок-н-ролу, як виявляється, Мітч теж не так вже зовсім погано ставився. У документальному фільмі Мартіна Скорсезе «Нема шляху назад» (про Боба Ділана) Мітч визнав, що сумнівався, коли на початку 1960-х відомий продюсер Джон Гаммонд привів практично абсолютно нікому не відомого Ділана на такий солідний лейбл, як Columbia Records. Як він говорить, він не побачив у записах, виконаних грубим жорстким голосом Ділана, великого артиста, але знав, що Гаммонд вміє розпізнати талант.
Найбільшим хітом Мітча як артиста був хіт 1955 року «The Yellow Rose of Texas», який його оркестр виконував у супроводі хору. Саме ця пісня піднялася на 1 місце в гарячій сотні «Білборда», і, як вважається, підвела Мітча до створення серії платівок Sing Along with Mitch («Співай разом з Мічтем») кількома роками пізніше.
В останні роки і десятиліття Міллер знову повернувся до класичної музики і часто виступав як запрошений диригент з симфонічними оркестрами.
У 2000 році йому була присуджена премія «Греммі» за видатні життєві досягнення (Grammy Lifetime Achievement Award).
У 2010 році у віці 99 років Мітч Міллер раптово помер. Як говорить його дочка, «Він був абсолютно як завжди, самим собою, до тієї хвилини, коли захворів. Він був абсолютно благословенний довгим і прекрасним життям».

## Дискографія

### Сингли

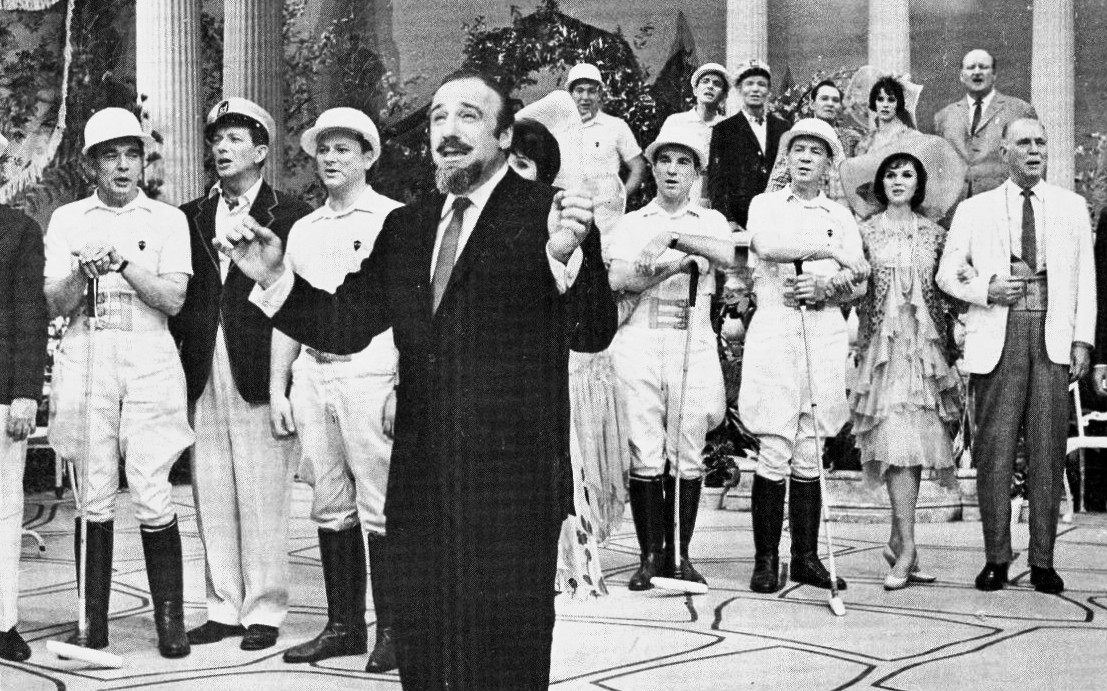
Мітч Міллер у своєму телешоу Sing Along With Mitch. 1963 рік.

| Рік  | Назва                                     | Чарти | Чарти |
| Рік  | Назва                                     | US    | UK    |
| ---- | ----------------------------------------- | ----- | ----- |
| 1950 | Tzena, Tzena, Tzena                       |       | 1     |
| 1955 | The Yellow Rose of Texas                  | 1     | 2     |
| 1956 | Song for a Summer Night                   | 8     |       |
| 1958 | March from the River Kwai і Colonel Bogey | 20    |       |
| 1959 | The Children's Marching Song              | 16    |       |
| 1959 | »When Johnny Comes Marching Home"         |       |       |